# Veronica Gambara
Veronica Gàmbara (Pralboino, 30 novembre 1485 – Correggio, 13 giugno 1550) è stata una poetessa italiana.

## Biografia
Veronica Gambara nacque nel vecchio castello di Pratalboino (oggi Pralboino), la notte tra il 29 e il 30 novembre 1485, da nobile famiglia. Era figlia di Alda Pio di Savoia di Carpi, figlia di Marco II, e di Gianfrancesco Gambara, titolare del feudo di Pratalboino. La coppia ebbe sette figli: Uberto, Ippolito, Brunoro, Camillo, Veronica, Violante e Isotta. La famiglia Gambara vantava un'importante tradizione umanistica: Pietro, il fratello di Gianfrancesco, era un erudito che aveva in casa una tipografia, mentre Ginevra Nogarola, la loro madre, era stata lodata per il proprio sapere da Francesco Sansovino.
Anche nella famiglia materna ci fu un'eminente umanista, quell'Emilia Pio che Baldassarre Castiglione considererà, assieme a Isabella d'Este e a Elisabetta Gonzaga, come emblema della donna di cultura quale si era venuta affermando nel Rinascimento. Gianfrancesco, amante della letteratura, permise alla figlia di ricevere un'ottima educazione umanistica comprendente lo studio della filosofia, della teologia, del greco, del latino. È probabile che i figli di Gianfrancesco - e quindi anche Veronica - avessero come insegnante un famoso maestro di grammatica, Tomaso Ferante, che aveva introdotto la stampa a Ferrara e lavorato con Pietro Gambara, quando nel 1493 lo zio di Veronica aveva fatto stampare a Brescia un saggio di Ferante sui cavalli. La ragazza visse l'adolescenza tra Pratalboino e Brescia.
Brescia era al tempo una città molto ricca con fermenti culturali in piena espansione. Per le famiglie nobili era d'obbligo cimentarsi con la poesia e la conversazione letteraria. In questo contesto Veronica cominciò a scrivere versi già nell'adolescenza, obbedendo da un lato alla maniera petrarchesca che le Prose bembesche canonizzeranno di lì a qualche anno - ma già modello imprescindibile -, e mostrando, contemporaneamente, un notevole talento e un accento personale, spesso soffocato, nella letteratura coeva, dall'imitazione tutta esteriore dei lamenti d'amore cari al poeta di Laura. Con Pietro Bembo, conosciuto dal padre nella sua attività diplomatica, avvierà una corrispondenza di lettere e sonetti già nel 1502, continuandola fino alla morte del futuro cardinale. Il primo testo di Veronica che sia giunto sino a noi è una lettera a Isabella d'Este del 1º febbraio 1503, nell'ambito di una corrispondenza che ebbe modo di avvicinarla ulteriormente ai valori umanistici.

### Matrimonio

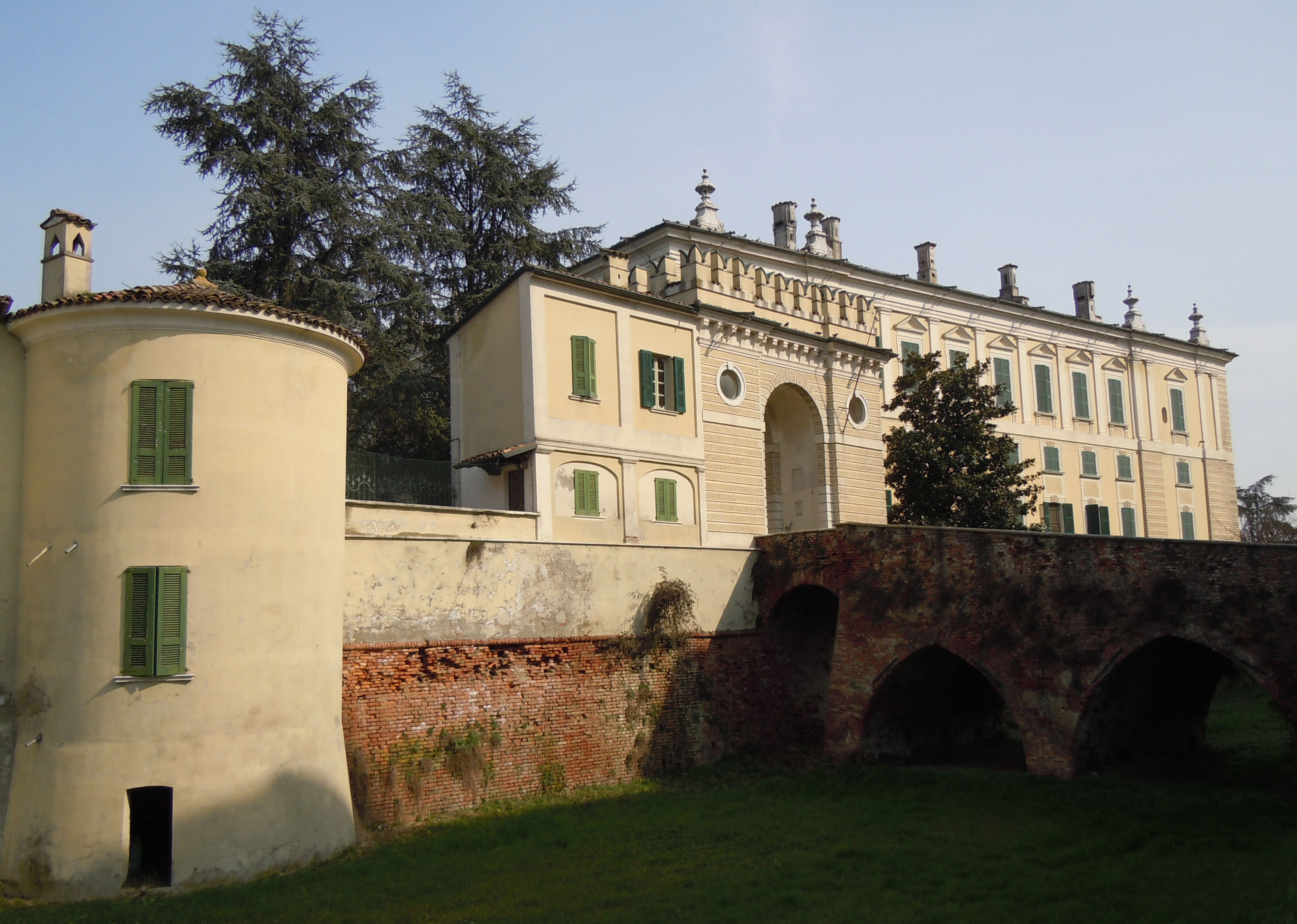
Pralboino, Palazzo Gambara. L'edificio attuale non è quello in cui nacque Veronica, fatto abbattere nel Settecento da Alemanno Gambara, e sostituito negli stessi anni con il palazzo della foto.

Raggiunta l'età maritale, i genitori si misero alla ricerca di un uomo che per rango e ricchezze rappresentasse un degno partito. La scelta cadde su Giberto VII (o Giberto), signore di Correggio, vedovo di Violante Pico, nipote del celebre umanista neoplatonico Giovanni Pico della Mirandola, da cui aveva avuto la figlia Costanza. Nel 1506 Francesco Munari, procuratore di Giberto, si recò a Brescia per concludere l'"affare", ma per le nozze era necessaria la dispensa papale, in quanto la madre di Veronica era imparentata con il promesso sposo. Il matrimonio civile fu celebrato per procura il 6 ottobre 1508 a Brescia, mentre quello religioso - ricevuta la dispensa - ebbe luogo in forma privata ad Amalfi l'anno successivo.
Prima del matrimonio religioso i due si incontrarono per la prima volta a marzo, in un contesto solenne. La sposa partì da Pralboino per raggiungere Correggio, dove fu ricevuta da Giberto e da vari esponenti delle più influenti famiglie locali, tra cui erano presenti illustri personalità quali la figlia di Bartolomeo Colleoni, Cassandra, Ginevra Rangoni (che accompagnava il marito Giangaleazzo da Correggio, figlio di Niccolò II) e il giovane pittore Antonio Allegri, poi assurto a fama internazionale con lo pseudonimo di Correggio.
Per quanto il matrimonio fosse combinato, esso si rivelò felice e Veronica si innamorò realmente del marito, di cui apprezzò sin dall'inizio la rettitudine: il madrigale di nove versi, Occhi lucenti, e belli, una delle composizioni più celebri della Gambara, ne celebra gli occhi, capaci di far ardere il cuore della giovane:
Stabilitasi a Correggio, piccolo feudo che da poco aveva perduto la signoria su Brescello e di cui Veronica sarà reggente negli anni a venire, riuscì ad ambientarsi facilmente, apprezzata dai nuovi concittadini con cui instaurerà un buon rapporto sin dall'inizio, in una terra che loderà anche in poesia. La Gambara era di complessione robusta, non amava il movimento e preferiva la buona tavola, secondo la testimonianza che rilascerà molti anni più tardi l'amico e - per un periodo - segretario Rinaldo Corso. Il 17 gennaio 1510 nacque il primo figlio di Veronica e Giberto, Ippolito, uomo d'armi; l'anno successivo venne alla luce il secondogenito Gerolamo, nato il 27 febbraio 1511, futuro cardinale.
Veronica, donna eccellente, mise a frutto la libertà data al proprio intelletto e al proprio talento poetico scrivendo versi raffinati ed eleganti che ricevettero giusto riconoscimento dai letterati suoi contemporanei e che brillano tra i migliori versi della letteratura italiana. In particolare nelle stanze «l'accento moralistico, che le era naturale, addolciva la sua severità, i pensieri si snodavano con la grazia di un pacato ragionare, cui la lingua nobile ma non artefatta riusciva a conferire un accento aristocratico».
I versi di Veronica furono molto amati, tra le personalità illustri, da Giacomo Leopardi, Antonio Allegri e Rinaldo Corso. Oltre alle Rime, sono conservate le sue Lettere, dove ci appare una Veronica viva e attenta che partecipa attivamente alla vita culturale e politica del suo tempo.
Dal 1518, infatti, dopo la morte del marito, si occupò degli affari dello stato di Correggio che resse con notevole abilità e determinazione fino alla sua morte, avvenuta nel 1550.

## Opere
- Rime della Signora Lucrezia Marinella, Veronica Gambara et Isabella della Morra, con giunta di quelle fin'ora raccolte della Signora Maria Selvaggia Borghini, Napoli: Bulifon 1693
- Lettere
- Occhi lucenti e belli, dal Terzo Libro dei Madrigali a cinque voci di Luca Marenzio, Venezia, 1582.
- Le Rime, a cura di A. Bullock, Firenze, Olschki, 1995 ISBN 978-88-222-4308-9

## Omaggi poetici e letterari
Il poeta Matteo Bandello ha dedicato a Veronica Gambara la Novella LIX della Terza parte (1554).
Ariosto la ringrazia nel canto XLVI, l'ultimo, dell'Orlando Furioso.

### Annotazioni
1. ↑  Ippolito fu probabilmente il primogenito e Veronica potrebbe essere nata prima di Ippolito, Brunoro e Camillo; per approfondire si veda in Pizzagalli, p. 15.

### Fonti
1. ↑  Balestrini, p. 147.
2. ↑  Pizzagalli, p. 15.
3. ↑  Balestrini, p. 155.
4. ↑  Pizzagalli, pp. 19-20.
5. ↑  Balestrini, pp. 158-161.
6. ↑  Balestrini, pp. 162-163.
7. ↑  Balestrini, pp. 165-166.
8. ↑  E. Bonora, Storia della letteratura italiana, Garzanti, vol. IV, 1966.
9. ↑   La terza parte de le Novelle, In Lucca, per il Busdrago, 1554.
10. ↑   Orlando Furioso,  Canti XLVI, 3.